# Протасово (Великоігнатовський район)
Прота́сово (рос. Протасово, ерз. Протасова) — село у складі Великоігнатовського району Мордовії, Росія. Адміністративний центр Протасовського сільського поселення.

## Населення
Населення — 210 осіб (2010; 233 у 2002).
Національний склад (станом на 2002 рік):
- ерзяни — 93 %